# Municipio de Grant (Dakota del Norte)
El municipio de Grant (en inglés: Grant Township) es un municipio ubicado en el condado de Richland en el estado estadounidense de Dakota del Norte. En el año 2010 tenía una población de 102 habitantes y una densidad poblacional de 1,12 personas por km².

## Geografía
El municipio de Grant se encuentra ubicado en las coordenadas 46°3′26″N 97°13′7″O / 46.05722, -97.21861. Según la Oficina del Censo de los Estados Unidos, el municipio tiene una superficie total de 91.43 km², de la cual 87,02 km² corresponden a tierra firme y (4,82 %) 4,41 km² es agua.

## Demografía
Según el censo de 2010, había 102 personas residiendo en el municipio de Grant. La densidad de población era de 1,12 hab./km². De los 102 habitantes, el municipio de Grant estaba compuesto por el 99,02 % blancos, el 0,98 % eran asiáticos. Del total de la población el 0 % eran hispanos o latinos de cualquier raza.